# Nedobrého chata

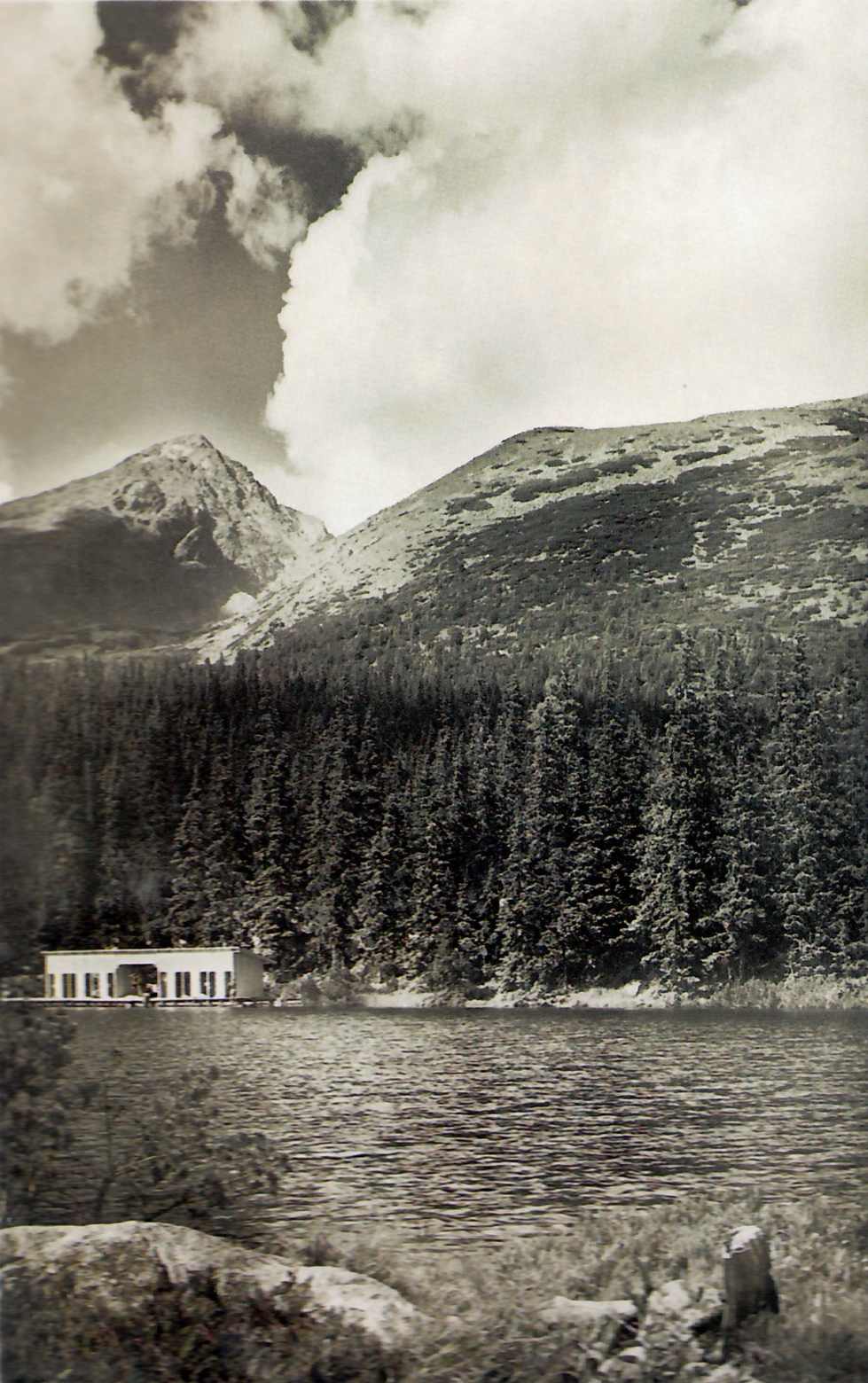
Jamské Pleso s plovárnou, kterou postavil Gustáv Nedobrý

Nedobrého chata (též Chata u Jamského plesa, Kriváňská chata, polsky Schronisko Nedobrego) byla horská chata postavená v roce 1936 v bezprostřední blízkosti Jamského plesa, na jeho východním břehu.

## Historie
Nedobrého chata byla soukromá stavba významného organizátora turistiky na Slovensku a zakladatele horolezeckého klubu JAMES Gustáva Nedobrého. Blízko ní vedla stezka Tatranské magistrály. Poskytovala velmi dobré útočiště turistům, kteří vystupovali na Kriváň. Chatu vedl a zásoboval sám Gustáv Nedobrý. U plesa postavil plovárnu a pleso z propagačních důvodů přejmenoval na Kriváňské pleso. Chata měla dvě patra a deset pokojů, ve kterých mohlo nocovat 60 turistů.

## Zánik chaty
Během druhé světové války chata sloužila německé mládežnické organizaci Hitlerjugend, která sem umisťovala na rekonvalescencí děti (některé i s matkami) z válkou ohrožených německých měst. Chata v roce 1943 vyhořela, požár pravděpodobně způsobily děti. Zbytky chaty podpálilo 26. srpna 1944 německé vojsko, které po neúspěšném boji u Tří studniček likvidovalo všechny myslitelné úkryty partyzánů.